# Madeleine Laval
Pour les articles homonymes, voir Laval.
Madeleine Laval (née le 9 juin 1912 à Beaufort-en-Vallée - décédée le 2 juin 2002 à Colombes) est une linguiste, germaniste et une traductrice française.

## Biographie
Madeleine Laval née le 9 juin 1912 à Beaufort-en-Vallée.
Professeur d'allemand dans la classe de khâgne au lycée Fénelon pendant la plupart de sa carrière où elle formera plusieurs générations d'universitaires. Elle est surtout reconnue comme traductrice des romantiques allemands, en particulier d'Ernst Theodor Amadeus Hoffmann, dont elle a assuré l'édition de l’intégrale des œuvres, avec son professeur Albert Béguin, en 5 volumes au Club des libraires de France (1956-1958) puis en 14 volumes aux éditions Phébus (1978-1988).
Sa traduction en 1968 de Elixiere des Teufels de Hoffmann, se base sur le français du début du XIXe. Cela permit à son mari l'éditeur Jacques Haumont de vendre la traduction comme « rigoureusement complète », le roman original étant paru sur 1815 et 1816. Cet aspect est critiqué par Frédéric Weinmann car les ouvrages de cet auteur sont souvent des articles bon marché mais à fort potentiel concurrentiel, ce qui amène des variations importantes entre les diverses traductions.
Elle décède le 2 juin 2002 à Colombes.

## Engagements
Engagée en tant que citoyenne pour la « liberté de l'esprit », elle refusait d’en séparer son travail de recherche où le romantisme allemand présentait un mouvement de rébellion « exemplaire de l’âme dressée contre les pesanteurs et les violences de l’Histoire. »

## Œuvres

### Traduction de romans
- L’intégrale de l’œuvre de Ernst Hoffmann, dont Casse-Noisette et le Roi des Rats et Le Chat Murr, publiée de 1978 à 1988 aux éditions Phébus (14 volumes)
- Berlin de Theodor Plievier (Flammarion, 1955) avec René et Élisabeth Chenevard
- L'Homme qui ne voulait pas vieillir (der Mann der nicht alt werden wollte) de Walter Jens (Julliard, 1956)
- Scènes de la vie d'un propre à rien (Aus dem Leben eines Taugenichts) de Joseph von Eichendorff avec Robert Sctrick (Phébus, 1990).

## Prix et distinctions
Elle remporte le prix Biguet de l’Académie française de 1988 pour sa traduction du Chat Murr, de Ernst Hoffmann. Il est accompagné d’un dotation de 15 000 Francs.